# Оливье д’Анжер, Шарль-Проспер
Шарль-Проспер Оливье д’Анжер (фр. Charles-Prosper Ollivier d'Angers; 11 октября 1796, Анже, департамент Мен и Луара — 11 марта 1845) — французский врач.
Первоначально служил в армии, но после Реставрации вышел в отставку и начал изучать медицину. В 1823 году в Париже получил степень доктора медицины за диссертацию по анатомии спинного мозга «Essai sur l’anatomie et les vices de conformation de la moëlle épinière chez l’homme». Эту работу он дополнил и издал в следующем году под заглавием «Traité de la moëlle épinière et de ses maladies»; она выдержала несколько изданий и была переведена на немецкий и итальянский языки.
В 1826 году издал «Основы общей анатомии» (тоже выдержали ряд изданий) и начал сотрудничать в «Dictionnaire de médicine» (Медицинском словаре), для которого написал множество отдельных статей, а с 1828 года приступил совместно с Дезеимерисом (фр. Jean-Eugène Dezeimeris; 1799—1852) и Рэж-Делормом (Jacques Raige-Delorme; 1795—1887) к изданию «Dictionnaire historique de la médecine ancienne et moderne» (Исторического словаря древней и современной медицины). Позже под влиянием токсиколога Орфила́ посвятил себя преимущественно судебной медицине в области которой вскоре благодаря своим знаниям приобрёл большой авторитет. Его работы были посвящены хирургии, акушерству, анатомии, судебной медицине. Многочисленные статьи его авторства печатались почти во всех крупных изданиях французской медицинской прессы. Состоял членом совета по безопасности здоровья и Академии медицины.